# Cypha aprilis
Cypha aprilis är en skalbaggsart som först beskrevs av Claudius Rey 1882.  Cypha aprilis ingår i släktet Cypha, och familjen kortvingar. Enligt den svenska rödlistan är arten nära hotad i Sverige. Arten förekommer i Götaland, Öland och Svealand. Artens livsmiljö är jordbrukslandskap, stadsmiljö.